# Heinrich Compenius der Jüngere
Heinrich Compenius der Jüngere (* um 1565 in Eisleben; † 22. September 1631 in Halle) war ein deutscher Orgelbauer.

## Leben
Heinrich Compenius der Jüngere wurde 1565 in Eisleben geboren. Er war Bruder von Esaias Compenius dem Älteren. Ab 1597 war er in Halle ansässig, nachdem er einige Zeit in Nordhausen gelebt hatte. Er war Vater von vier Söhnen, die ebenfalls Orgelbauer waren, darunter Johann Heinrich Compenius, Esaia Compenius der Jüngere und Ludwig Compenius.

## Nachgewiesene Werke
| Jahr      | Ort                   | Kirche                     | Bild | Manuale | Register | Bemerkungen |
| --------- | --------------------- | -------------------------- | ---- | ------- | -------- | --- |
| 1604–1605 | Magdeburg             | Dom                        |      | II/P    | 43       | drei Manualwerke auf zwei Manualen; nur goldener Hahn vom Prospekt erhalten                                                                                              |
| 1610–1612 | Burg (bei Magdeburg)  | St. Nicolai                |      |         |          | |
| 1611      | Niederndodeleben      | St. Peter und Paul         |      |         |          | [ 3 ] |
| 1612      | Glaucha bei Halle     | St. Georgenkirche          |      |         |          | |
| 1617      | Taucha                |                            |      |         |          | |
| 1617      | Markranstädt          |                            |      |         |          | |
| vor 1619  | Kloster Riddagshausen | Klosterkirche              |      | II/P    | 31       | ursprüngliche Disposition bei Michael Praetorius überliefert; Teile des Prospekts erhalten; 1979 Neubau von der Firma Alfred Führer in Anlehnung an die alte Disposition |
| 1627      | Leipzig               | Paulinerkirche             |      |         |          | Reparatur |
| 1627      | Oschatz               | St. Aegidien               |      |         |          | verkauft 1744 für 170 Taler an die Kirche zu Nossen |
| 1630      | Leipzig               | Thomaskirche, kleine Orgel |      |         |          | Erweiterung |